# 317 Roksana
317 Roksana (mednarodno ime je 317 Roxane) je asteroid tipa E v glavnem asteroidnem pasu. 

## Odkritje
Asteroid je odkril francoski astronom Auguste Charlois ( 1864 – 1910) 11. septembra 1891 v Nici.. 

## Lastnosti
Asteroid Roksana obkroži Sonce v 3,46 letih. Njegova tirnica ima izsrednost 0,085, nagnjena pa je za 1,763° proti ekliptiki. Njegov premer je 18,67 km, okoli svoje osi se zavrti v 8,169 h .
Ugotovili so, da ima asteroid Roksana podoben spekter kot meteorit Peña Blanca Spring, ki je v letu 1946 padel v plavalni bazen v Teksasu. To pomeni, da imata asteroid Roksana in meteorit isto starševsko telo .